# Hermann Kropatschek
Hermann Kropatschek (* 23. April 1924 in Glemkau, Tschechoslowakei; † 22. August 1984 in Augsburg, Deutschland) war ein deutscher Komponist und Kapellmeister.

## Karriere
Kropatschek ist sudetenländischer Herkunft. Er arbeitete zunächst in Prag, später in Augsburg. Ende der 1970er Jahre komponierte er die Musik für Eine Woche voller Samstage, ein Film der Augsburger Puppenkiste. Weitere Kompositionen folgten. Nach seinem Tod traten Willy Honnegger und Wilhelm Schoeneis seine Nachfolge als Komponisten der Augsburger Puppenkiste an.

## Filmografie (Kompositionen)
- 1976: Eine Woche voller Samstage (Regie: Manfred Jenning)
- 1978: Lord Schmetterhemd (Regie: Manfred Jenning)
- 1978: Das kalte Herz (Regie: Manfred Jenning)
- 1979: Wir warten aufs Christkind (Regie: Manfred Jenning)
- 1980: Am Samstag kam das Sams zurück (Regie: Sepp Strubel)
- 1982: Katze mit Hut (Regie: Sepp Strubel)
- 1984: Neues von der Katze mit Hut (Regie: Sepp Strubel)
- 1985: Abdallah und sein Esel (Regie: Sepp Strubel)